# FC Santa Claus
FC Santa Claus es un club profesional de fútbol de la ciudad de Rovaniemi en Finlandia.  Actualmente milita en la Veikkausliiga, la Máxima división del fútbol de Finlandia. El Equipo es muy conocido por ser el llamado "Equipo Navideño".
El momento más destacado de la entidad fue un amistoso en 1997 contra el Crystal Palace un encuentro al que acudieron cerca de 4.500 espectadores.

## Historia

### Formación (1992-2012)
El club se formó en 1992, bajo el nombre de FC Santa Claus Rovaniemi, tras la fusión de los clubes de fútbol Rovaniemen Reipas (RoRe) y Rovaniemen Lappi (RoLa). RoRe fue el más exitoso de los dos clubes fundadores, jugando 12 temporadas en el Kakkonen, el tercer nivel del sistema de fútbol finlandés en los períodos 1978–81, 1984–89 y 1991–92, mientras que RoLa jugó tres temporadas en este nivel en 1987–88 y 1992. La fusión consolidó al FC Santa Claus como un club de Kakkonen, ya que ambos clubes fundadores estaban en esa división
El primer escudo del club tenía una imagen de Papá Noel saludando mientras controlaba una pelota de fútbol, pero luego se cambió a una de él sentado en un escritorio revisando sus listas traviesas y agradables.
Jugaron su primer partido oficial en 1993. En su primera temporada, el club terminó en tercer lugar en el tercer nivel. La temporada siguiente, en 1994, ganaron el Midnattsolscupen (Midnight Sun Cup), un torneo por invitación celebrado en Suecia. En 1997, se enfrentaron al Crystal Palace de la Premier League inglesa en un amistoso, perdiendo 5-0, con 5000 espectadores asistiendo al partido. También han jugado contra West Ham United.
Después de ocho temporadas en el tercer nivel, fueron relegados al cuarto nivel Kolmonen, al final de la temporada 2000. Ganaron su división Kolmonen en su primera temporada, pero no pudieron volver a ganar el ascenso al tercer nivel. Obtuvieron el ascenso de nuevo a Kakkonen después de ganar su división Kolmonen y clasificarse a través del grupo de playoffs de ascenso en 2008.
En 2010, casi ganaron el ascenso al Ykkönen de segundo nivel, después de ganar su división, sin embargo, perdieron el partido de playoff de ascenso ante HIFK.

### Quiebras y reforma (2013-2019)
En 2012, el club experimentó importantes dificultades financieras, lo que provocó que se declarara en quiebra con deudas de 20.000€. Reformaron el club bajo una nueva asociación con el nombre de FC Santa Claus Arctic Circle, pero la Asociación de Fútbol de Finlandia denegó su solicitud de transferir su puesto en el tercer nivel Kakkonen al nuevo grupo, dictaminando que no se habían hecho cargo de las deudas del grupo anterior. El club apeló sobre la base de que estaban dispuestos a asumir las deudas contraídas por el departamento de deportes, no las actividades de bingo que habían causado la quiebra, pero su apelación fue rechazada.
En consecuencia, FC Santa Claus regresó al cuarto nivel para 2013, después de no poder volver a unirse al tercer nivel. Terminaron en tercer lugar en 2013, pero la temporada siguiente ganaron la división, siendo promovidos nuevamente al tercer nivel para la temporada 2015. También en 2013, llegaron a un acuerdo con el RoPS de Rovaniemi en el nivel superior, para formar una sociedad y actuar como su club afiliado.
Volvieron a enfrentarse a dificultades financieras en 2015, pero se salvaron mediante la firma de asociaciones de un año con EA Sports y Puma, con Puma fabricando las camisetas con EA como patrocinador de la equipación. Antes de esto, han usado uniformes de Adidas. Nike se convirtió en su fabricante la temporada siguiente. Para 2016, se asociaron con la empresa china Bewin Sports y su director general Marc Gao, quien firmó un patrocinio de camiseta de cinco años con el club y Gao fue nombrado vicepresidente del club.
La temporada 2016 fue difícil para el club que, tras la salida de varios jugadores experimentados, volvió a descender a la cuarta división al final de la temporada, tras sumar solo ocho puntos en dos victorias y dos empates en 22 partidos, concediendo 102 goles, incluida una derrota por 16-0 ante el AC Kajaani en la que solo pudieron alinear a 11 jugadores en total, incluidos tres porteros, dos de los cuales se vieron obligados a jugar de delantero debido a una serie de lesiones. Más tarde ese año, viajaron a Beijing, China, organizado por sus nuevos patrocinadores chinos, para jugar un partido amistoso en la víspera de Navidad contra un grupo de celebridades chinas llamado China Doubi All-Stars, y ganaron el partido por un solo gol. Al año siguiente, regresaron a China para otra exhibición, donde jugaron con el exjugador de la selección nacional italiana Alessandro Del Piero y el exjugador de la selección inglesa Michael Owen. 
FC Santa Claus terminó en el último lugar en Kolmonen en 2018, siendo relegado al quinto nivel Nelonen para 2019. En 2019, nuevamente terminaron últimos, siendo relegados al sexto nivel para 2020. Sin embargo, en cambio, esta edición del club se disolvió después de la temporada 2019, dejando el sistema de liga cuando el club quebró. Un par de jugadores decidieron inscribir un equipo en una liga recreativa 8v8 organizada por la asociación de árbitros de Rovaniemi, continuando el club de manera no oficial.

### Tercera edición del club (2021-presente)
Se anunció que el FC Santa Claus se relanzaría en el sistema nacional finlandés para la temporada 2021. El nuevo relanzamiento estaría encabezado por el club juvenil, FC Santa Claus Juniorit, que había seguido funcionando, y volvería al logo de Rovaniemi. Reingresaron en el sexto nivel de Vitonen. En su partido de debut en la sexta división, después de su reforma, derrotaron a Kolarin Kontio por el marcador de 4-2.

## Origen del nombre
El origen del nombre proviene de la leyenda de que Rovaniemi, Finlandia, es la ciudad natal de Santa Claus. Eligieron usar el nombre en inglés de Santa Claus, a diferencia de la traducción finlandesa Joulupukki, ya que el inglés es el idioma más hablado en el mundo, lo que permite una mayor conciencia del club. El club recibe una cobertura regular de los medios de comunicación de todo el mundo, especialmente durante la temporada navideña.
A pesar de jugar en las divisiones inferiores, el club tiene seguidores en todo el mundo debido a las circunstancias únicas de su nombre. FC Santa Claus desarrolló una leyenda sobre cómo se formó el club que afirmaba que el club fue fundado por los elfos de Santa pateando una pelota de fútbol de cuero en la nieve, cuando no estaban envolviendo regalos de Navidad. El club afirma que tuvieron que pedirle permiso a Santa para usar su nombre, que fue otorgado después de que Terho Iljin, el fundador del club, hiciera la solicitud. Además, Santa Claus es su entrenador honorario y asiste al primer partido del equipo de cada temporada para lanzar su campaña y, a menudo, también aparece en los juegos durante la temporada.
Los colores del club son el rojo y el blanco, los colores de Santa Claus, con sus kits alternativos el blanco y el verde, otro color con temática navideña. Su lema es "No dejes de creer", refiriéndose a la creencia de los niños en la figura legendaria. El club está muy involucrado con varias organizaciones benéficas, incluida UNICEF, y dona las ganancias de la venta de camisetas a la organización benéfica.
Los jugadores del club están compuestos en su mayoría por estudiantes o trabajadores locales, que a menudo participan en el mercado navideño local y ayudan en la oficina de correos local, que recibe todas las cartas finlandesas a Santa, aunque han tenido jugadores profesionales y extranjeros en el pasado. El actual entrenador, el alemán Ralf Wunderlich, describió al FC Santa Claus como el segundo equipo de la ciudad de Rovaniemi, siendo el Rovaniemen Palloseura (RoPS) el club más exitoso y competitivo, pero apoyando "el espíritu navideño".

## Datos del club
- Temporadas en 1.ª División: 1
- Temporadas en 2.ª División: 13
- Temporadas en 3.ª División: 10

## Palmarés
Equipo principal
- Kakkonen (III) Título de división - 2010
- Kolmonen (IV) Título de división  - 2001, 2008, 2014
- Midnattsolscupen Cup - 1994

Equipo reserva
- Nelonen (V) Título de división - 2015, 2017

### Torneos amistosos
Copa Amistosa de Glasgow (8) - 1999,2000,2001,2002,2003,2005,2014
Cuadrangular Cuna del Fútbol - 2015

## Jugadores

### Jugadores destacados
- Jesús Manuel Domínguez Íñiguez
- Jarno Koivisto
- Tuomas Ravantti
- Matti Vikman
- Tero Taipale
- Toni Vihervä
- Jussi Vatanen
- Canteros Alexis

#### Plantilla 2020/2021
- = Lesionado de larga duración
- = Capitán